# سوسریان غارزی
سوسریان غارزی (به لاتین: Nocticolidae) یک تیره کوچک از راسته سوسری‌سانان (Blattodea) (سوسری) است. تنها از ۳۲ گونه شناخته‌شده در ۹ سرده تشکیل شده است. آنها در آفریقا، آسیا و استرالیا یافت می‌شوند. بیشتر آنها در زیستگاه‌های غاری زندگی می‌کنند، اگرچه تعداد کمی از آنها با موریانه‌ها مرتبط هستند. گونه‌های سازگار با غار از کهربای برمه‌ای سنومانیایی شناخته‌شده‌اند که آنها را به قدیمی‌ترین جاندار غارنشین موجود تبدیل می‌کند.